# Juan Castillo Lizana
Juan Pedro Castillo Lizana (Rancagua, Chile, 31 de marzo de 1992) es un futbolista chileno que juega de defensa actualmente en la Academia Machalí de la Tercera División B de Chile.

## Clubes
| Club             | País  | Año       |
| ---------------- | ----- | --------- |
| O'Higgins        | Chile | 2011      |
| Academia Machalí | Chile | 2012-Act. |